# Calliphora stylifera
Calliphora stylifera är en tvåvingeart som beskrevs av Pokorny 1889. Calliphora stylifera ingår i släktet Calliphora och familjen spyflugor. Inga underarter finns listade i Catalogue of Life.